# Brevicornu villosum
Brevicornu villosum är en tvåvingeart som beskrevs av Ostroverkhova 1979. Brevicornu villosum ingår i släktet Brevicornu och familjen svampmyggor. Inga underarter finns listade i Catalogue of Life.